# 鍋島直正
鍋島 直正（なべしま なおまさ、文化11年12月7日〈1815年1月16日〉-  明治4年1月18日〈1871年3月8日〉）は、江戸時代末期の大名、明治初期の日本の政治家、華族。位階は従一位。
幕末の肥前佐賀藩10代藩主で、維新後に軍防事務局輔、開拓長官、大納言などを歴任。
正室は徳川家斉の十八女・国子（盛）、継室は徳川斉匡の十九女・建子（筆）。李晋・李玖兄弟は玄孫。明治維新以前の諱は斉正（なりまさ）。号は閑叟（かんそう）。「佐賀の七賢人」の一人。

## 経歴
9代藩主・鍋島斉直の十七男。母は池田治道の娘・幸。文政10年（1817年）、将軍・徳川家斉から松平姓を与えられた。天保元年（1830年）、父・鍋島斉直の隠居を受け17歳で第10代藩主に襲封。将軍・家斉の偏諱を与えられ斉正と名乗る。当時の佐賀藩は、フェートン号事件以来長崎警備等の負担が重く、さらには先代藩主・斉直の奢侈や、2年前のシーボルト台風の甚大な被害もあって、その財政は破綻状況にあった。斉正自身が江戸藩邸を佐賀に向けて出発するやいなや、藩に貸付のある商人たちが藩邸に押し寄せ、借財返済を申し立てたため、斉正の行列は進行を停止せざるを得ない屈辱的な経験をしている。
斉正は、襲封するとともに藩政改革に乗り出したが、当初は江戸にいた前藩主・斉直とその取り巻きら保守勢力の顔を窺わねばならないことが多く、実行できた改革は倹約令の発令がせいぜいであった。しかし天保6年（1835年）、藩の中枢であった佐賀城二の丸が大火で全焼するという危機にあたり、荒廃していた佐賀城本丸に御殿を移転・新築させる佐賀城再建を、斉直の干渉を押し切って実行した。
これを皮切りに、役人を5分の1に削減するなどで歳出を減らし、借金の8割の放棄と2割の50年割賦を認めさせ、磁器・茶・石炭などの産業育成・交易に力を注ぐ藩財政改革を行い、財政は改善した。また、藩校の弘道館を拡充し優秀な人材を育成し登用するなどの教育改革、小作料の支払免除などによる農村復興などの諸改革を断行した。役人削減とともに藩政機構を改革し、出自に関わらず有能な家臣たちを積極的に政務の中枢へ登用した。
さらに長崎警備の強化を掲げるも、幕府が財政難で支援を得られなかったことから、独自に西洋の軍事技術の導入をはかり、精錬方を設置して反射炉などの科学技術の導入と展開に努めた。高島秋帆の西洋砲術に多大な関心を寄せるが、守旧派重臣の反対や幕府に睨まれるといった懸念があったため、義兄で武雄領主の鍋島茂義に先導させてその導入に励んだ。
その結果、後にアームストロング砲など最新式の西洋式大砲や鉄砲の自藩製造に成功した他、蒸気船や西洋式帆船の基地として三重津海軍所を設置し、蒸気機関・蒸気船（凌風丸）までも完成させることにつながっている（それらの技術は母方の従兄にあたる島津斉彬にも提供されている）。
また、当時不治の病であった天然痘を根絶するために、当時佐賀藩医であった伊東玄朴が藩に痘苗の入手を進言した。藩は長崎出島のオランダ商館長に牛痘苗の入手を依頼した。出島の医師オットー・ゴットリープ・モーニッケがバタヴィアから牛痘苗を入手し、1848年6月に長崎にて種痘が施され、その一部が善感した。
この痘苗は、長崎・佐賀を起点として複数の蘭方医たちを中心とするネットワークによって、5か月ほどの短い間に京都・大阪、江戸、福井へと伝播する。長崎の唐通事・頴川四郎八から京都に送られた痘苗によって、同年10月、笠原良策とその師である日野鼎哉が京都に、京都の噂を聞きつけた緒方洪庵が翌11月大坂に、「除痘館」という種痘所をそれぞれ開設した。 一方、佐賀藩では、7月に長崎で佐賀藩医の楢林宗建の息子に接種、善感した。8月には楢林によって佐賀藩領にもたらされ、斉正の長男の淳一郎にも施された。同時期に種痘事業を担当する引痘方が設けられ、医師の出張・宿泊費を藩が支給し無料で藩領に接種が開始された。並行して熟達した医師に医業免札を発行する制度が導入された。10月に佐賀藩江戸藩邸に送られた痘苗から、牛痘法は関東以北の各地に広がることになる。
嘉永6年（1853年）、マシュー・ペリーが来航し、江戸幕府老中の阿部正弘が各大名に意見を募った時、斉正はアメリカの武力外交に対して強く攘夷論を唱え、品川台場建設に佐賀藩の技術を提供し、正弘より信頼を得た。一方で、開国以前から密貿易で利益を上げていたとされるほど貿易の重要性を知っており、イギリスの親善外交に対して開国論を主張する。
文久元年（1861年）、48歳で隠居。家督を長男・直大に譲って閑叟と号した。
文久2年（1862年）12月25日、上京した閑叟は関白・近衛忠煕に面会し、京都守護職への任命を要請している。この時に閑叟は「長崎警備は他大名でも担当できるが、大阪・京都の警備には実力が必要であり、私であれば足軽30人と兵士20人の兵力で現状の警備を打ち破れる」旨の発言をしている。この件は他に薩摩藩などからの守護職要請もあり立ち消えとなった。

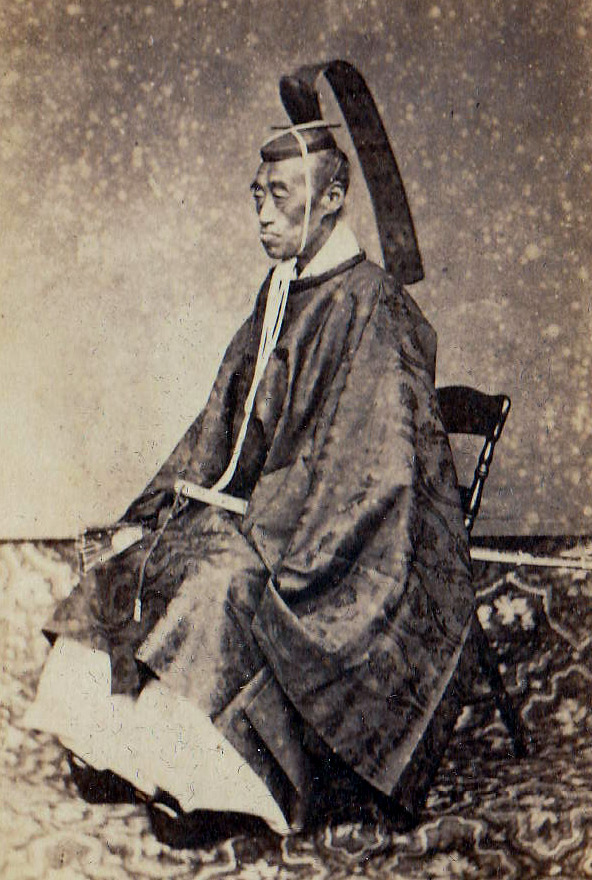
鍋島直正

質素倹約と経営手腕を商人たちに「そろばん大名」と呼ばれた。『葉隠』に表される保守的な風土にありながら、当時は医者の学問と侮蔑されていた蘭学を「蘭癖大名」と呼ばれるまでに熱心に学んだ。他藩が近代化と財政難の板挟みで苦しむ中、財政再建と軍備の近代化に成功したが、盟友であった阿部正弘が没した後の、激動の中央政界では佐幕、尊王、公武合体派のいずれとも均等に距離を置いたため、「肥前の妖怪」と警戒された。参預会議や小御所会議などでの発言力を持てず、伏見警護のための京都守護職を求めるものの実らず、政治力・軍事力ともに発揮できなかったことから、藩内における犠牲者を出さずに済んだ。
鳥羽・伏見の戦いの際には、上京中で藩主も家老も京都に不在だったため、薩摩藩からは佐賀征伐を主張する声が挙がったが、薩長（薩摩藩・長州藩）側が勝利に終わって以降は上京した佐賀藩も新政府軍に参加した。戊辰戦争における上野彰義隊との戦いから五稜郭の戦いまで、最新式の兵器を装備した佐賀藩の活躍は大きかった。明治政府が近代化を推し進める上で、斉正が育てた人材の活躍は大きく（佐賀の七賢人と田中久重の項も参照の事）、直正自身も議定に就任する。これらにより、討幕運動には不熱心であった佐賀藩であったが、薩長土肥の一角を担うこととなった。明治元年（1868年）に直正と改名した。
廃藩置県に知藩事（大政奉還後の藩主）として最初に賛同したほか、明治2年（1869年）6月6日、蝦夷開拓総督を命ぜられ、旧藩士島義勇らを開拓御用掛に登用、7月13日には初代開拓長官に就任したが、蝦夷地へ赴任することなく、8月16日に岩倉具視と同じ大納言に転任した。財政基盤が弱かった新政府に代わり、旧幕府軍との戦いの褒賞を割って開拓費用に当て、諸藩に先んじて佐賀藩の民を移住させたほか、満州開拓、オーストラリアでの鉱山開発などを提言するなど、以後50年先に待ち受ける、外交、食料、資源などの問題を見通していた。
明治4年（1871年）1月18日、藩邸にて病没。享年58。23日に正二位が贈位された。葬儀を取り仕切った家臣の古川与一（松根）が殉死した。
直正が明治維新が始まってから間もなくに世を去ったことも、肥前勢力が中央で薩長閥に比べて相対的に小さくなった一因でもある。直正の残した人材は、明治六年政変（征韓論政変）による江藤新平・副島種臣の下野や、続いて発生した佐賀の乱により、明治政府において直正の構想を十分に実現するまでには至らなかったとはいえ、日本が近代化していく中で極めて大きな役割を果たしていくことになった。島津斉彬に並びうる数少ない幕末期の名君とする評もある。

## 年表
※日付＝旧暦
- 1827年（文政10年）12月22日、将軍・徳川家斉の名一字を賜り、斉正と諱を定め、従四位下信濃守に叙任。
- 1828年（文政11年）12月26日、侍従に任ぜられ、信濃守を兼任する。
- 1830年（天保元年）
  - 2月7日、家督を相続し、肥前佐賀藩主となる。
  - 12月23日、信濃守から肥前守に任替となる。
- 1835年（天保6年）12月16日、左近衛権少将に転任し、肥前守を兼任する。
- 1859年（安政6年）12月16日、左近衛権中将に転任し、肥前守を兼任する。
- 1861年（文久元年）11月20日、隠居し、閑叟を号する。
- 1864年（元治元年）4月17日、参議に補任されるも固辞する。
- 1868年（慶応4年）
  - 3月1日、明治維新政府の議定に就任。
  - 3月2日、軍防事務局輔を兼任。
  - 3月9日、軍防事務局輔の兼任から制度事務局輔に兼任替えとなる。
  - 3月14日、諱を直正と改める。
  - 閏4月22日、従二位に昇叙し、権中納言に転任する。
- 1869年（明治2年）
  - 4月13日、行政官機務取扱を兼任。
  - 5月3日、待詔院上局議長を兼任。
  - 5月7日、待詔院上局議長の兼任を止め、制度寮総裁を兼任。
  - 5月18日、制度寮廃止に伴い、同寮総裁の兼任を解く。
  - 6月4日、蝦夷開拓督務を兼任。
  - 7月3日、議定を辞任。
  - 7月13日、蝦夷開拓督務から組織替えにより開拓長官に就任。
  - 8月6日、開拓長官から大納言に転任。
- 1870年（明治3年）8月1日、病気に罹り、大納言を辞す。
- 1871年（明治4年）
  - 1月18日、薨去。
  - 1月23日、正二位を贈位。
- 1873年（明治6年）、鍋島家代々の先祖霊を祀る松原神社に南殿を新たに造営し、直正の霊を奉斎する。
- 1900年（明治33年）3月6日、追贈従一位。
- 1933年（昭和8年）、佐嘉神社造営に伴い、主祭神として直正の霊を遷座する。

※主な参照は、鍋島直正公伝、幕末明治重職補任附諸藩一覧、内閣文庫蔵諸侯年表

## 人物・逸話
- 岩倉具視は鍋島閑叟と会い、のちに「松平春嶽・山内容堂と較べて意外にも傑物だった。大名としては珍しく寛容で、誰にも親しみを感じさせ、議論にも気力があった。惜しむらくは病身だったことだ」と、久米邦武に感想を漏らしている（『久米博士九十年回顧録』）[9]。
- イギリス外交官であるアーネスト・サトウは「一般に二股膏薬さんと呼ばれていた老人」と皮肉っている（『一外交官の見た明治維新』）[9]。サトウは「松平閑叟は四十七歳だが、年よりも老けていた。顔つきがきつくて、たえず両眼をしばたたかせながら、時々思い出したように、ぶっきら棒な調子でしゃべった」とも述べている[10]。
- 大隈重信は「閑叟は成すべからざるときは大いにその力を使い、成すべきときはその力を用いざるものなり」と批判している（円城寺清の『大隈伯昔日譚』）[9]。
  - 大隈は閑叟と対立して処罰されており、それ故かなり誇大に批判している可能性もある。確かに閑叟は親幕的な行動を取りつつも幕府と一定の距離を保ち、明治維新まで佐賀藩が主導権を握れなかった一因になった。だが、そのために佐賀藩では他藩のような騒動はほとんど起こらず平和が保たれている。また、藩政改革における閑叟の人材育成と登用、西洋化軍隊の育成などは高く評価されている。なお、反射炉を日本で最初に築いたのは閑叟である。戊辰戦争では佐賀藩兵40名ほどが他藩の1000名に匹敵するとまで評されており、佐賀藩の西洋化軍隊の強さを窺わせるものである（『鍋島直正公伝』）[9]。
- 徳川慶喜は後年、聞き書きの回顧録『昔夢会筆記』で、直正を「俗に言ったらこすい人、善く言えば利口才子という人だ。」[11]と評している。

## 系譜
- 父：鍋島斉直（1780–1839）
- 母：幸、姚、浄諦院 - 池田治道の次女
- 正室：盛姫（1811–1846）、孝盛院 - 徳川家斉の十八女
- 継室：筆姫（1830–1886） - 徳川斉匡の十九女
- 側室：勇 - 山本頼展の娘
  - 女子：貢 - 松平直侯正室
- 側室：濱（瀧村） - 鍋島茂郷の娘
  - 長男：鍋島直大（1846–1921）
  - 女子：幸子 - 池田輝知正室
- 側室：浅岡 - 村松矩欽の娘
  - 五女：宏子 - 細川護久正室
  - 七男：鍋島直虎（1856–1925） - 鍋島直亮の養子
  - 八男：鍋島直柔（1858–1910） - 鍋島直紀の養子
- 養子
  - 女子：結子 - 鍋島直亮室、鍋島直永の娘
  - 女子：藹子 - 鍋島直彬室、鍋島直与の娘
  - 女子：易子 - 鍋島直紀室、鍋島直永の娘
  - 女子：今子 - 鍋島茂生室、鍋島直孝の娘
  - 女子：綱子 - 宗重正室、鍋島直与の娘

## 顕彰

佐賀城公園鯱の門北側の銅像

明治末期、閑叟の功績を顕彰しようとする動きがあり、大隈重信を委員長として銅像の建設委員会が設立された。主に佐賀県出身者から5,000件を超える寄付を集め、誕生から100年を記念して1913年（大正2年）11月10日、佐賀市松原の松原神社と佐賀中央郵便局の間の広場に建立された。なお、同時に隣には閑叟に仕えた国学者・佐賀藩士の古川松根の銅像も建立された。銅像の周りの広場は公園が整備され、「銅像園」と呼ばれるようになった。銅像西側に博物館「徴古館」、北側に「佐賀図書館」が建設されたほか、1933年（昭和8年）には閑叟を祭神とする佐嘉神社が銅像と松原神社の間に建立されるなど、佐賀県の中心的な文教地区となった。しかし、太平洋戦争中に金属類回収令が出されると、1943年（昭和18年）2月1日に銅像に付属する金物が、1944年（昭和19年）5月21日には銅像本体が供出され、失われてしまった。なお、台座は小城市牛津公民館（旧牛津町役場）の東側に移され、英霊碑の台座として保存されている。
終戦後、再建の動きはあったものの、長く実現しなかった。誕生200年を迎えた2014年（平成26年）、再建委員会が設立されると、約1700件・総額約1億4000万円と、目標1億円を上回る募金が集まる。初代銅像の供出から約73年を経た2017年（平成29年）、佐賀城鯱の門北側の広場に2代目の銅像が建立され、3月4日に除幕式が行われた。銅像本体の高さは約4mで初代と同じ衣冠束帯姿、台座を含めた全高は約8.5m。台座は直正の命で建設された築地反射炉をモチーフとしてデザインされ、台座正面の「鍋島直正公」の揮毫は先祖が佐賀藩とゆかりの深い張富士夫が執った。
墓所は1999年に東京麻布の菩提寺の賢崇寺から佐賀市の春日山御墓所に改葬された。